# Landgraafschap Hessen-Darmstadt
Het landgraafschap Hessen-Darmstadt  (Duits  Landgrafschaft Hessen-Darmstadt) was een staat binnen het Heilige Roomse Rijk. De staat ontstond in 1567 na de verdeling van het landgraafschap Hessen na de dood van Filips I tussen zijn vier zonen. Na de Napoleontische tijd werd het landgraafschap verheven tot groothertogdom.

## Geschiedenis

### Hessen-Darmstadt tot 1648
Na de dood van landgraaf Filips I in 1567 werd het landgraafschap Hessen door zijn vier zoons verdeeld in het Brüdervergleich:
- Willem kreeg met Neder-Hessen ongeveer de helft van het grondgebied:Hessen-Kassel,
- Lodewijk kreeg met Opper-Hessen en kwart van het bezit: Hessen-Marburg  (uitgestorven in 1604)
- Filips kreeg met Neder-Katzenelnbogen een achtste van het bezit: Hessen-Rheinfels (uitgestorven in 1583)
- George kreeg met Opper-Katzenelnbogen een achtste van het bezit: Hessen-Darmstadt

Na het uitsterven van Hessen-Rheinfels in 1583 werd het gebied uitgebreid met de ambten Schotten, Stornfels en Homburg vor der Höhe. De volledige zelfstandigheid werd op 16 februari 1602 in het broederverdrag verkregen.
Na het uitsterven van Hessen-Marburg in 1604 werden de volgende delen van Opper-Hessen verworven: Giessen, Battenberg, Grünberg, Nidda, Echzell, Grebenau, Romrod, Ulrichstein, Bingenheim en Gross Linden.
Op 13 augustus 1606 werd het erfstatuut vastgesteld in 1608 werd het eerstgeboorterecht ingevoerd. Ondanks deze invoering van het eerstgeboorterecht ontstonden er nog zijlinies, die de inkomsten van een ambt kregen, maar geen rijksstand waren:
- Hessen-Butzbach van 1609 tot 1643. In 1639 uitgebreid met de heerlijkheid Itter en in 1641 met het ambt Niederweisel.
- Hessen-Braubach van 1643 tot 1651.
- Hessen-Homburg sinds 1622. Deze linie werd uiteindelijk in 1768 toch zelfstandig.

In de Dertigjarige Oorlog verbond de lutherse landgraaf zich met de Habsburgse keizer en de katholieke vorsten tegen het calvinistische Hessen-Kassel en de lutherse vorsten om zijn grondgebied ten koste van Hessen-Kassel te kunnen vergroten. De verovering van Hessen-Marburg was echter niet blijvend, uiteindelijk bleef een kwart van het Marburgse Opper-Hessen en de heerlijkheid Itter behouden.

### Hessen-Darmstadt van 1648 tot 1803
Na de Dertigjarige Oorlog bestond het gebied uit:
- het graafschap Opper-Katzenelnbogen met de ambten Darmstadt, Lichtenberg, Auerbach-Zwingenberg, Reinheim, Dornberg en Rüsselheim.
- Bickenbach, half Jugenheim, Kelsterbach en de voogdij Kürnbach
- deel van het graafschap Neder-Katzenelnbogen, de ambten Braubach en Katzenelnbogen
- de heerlijkheid Eppstein
- de heerlijkheid Itter
- het Hinterland met de ambten Battenberg, Biedenkopf, Blankenstein en Königsberg
- deel van Opper-Hessen met de ambten Giessen, Staufenberg, Allendorf an der Lumbda, Burggemünden, Grünberg, Alsfeld, Romrod, Homburg an der Ohm, Grebenau, Ulrichstein, Schotten, Stornfels, Lißberg, Bingenheim, Kirtorf, Rosbach en Butzbach, alsmede het graafschap Nidda.

Het ambt Bingenheim moest in 1648 aan Hessen-Homburg worden afgestaan. De financiële situatie van het landgraafschap was na de oorlog slecht. Daardoor moesten er delen van het land verpand worden: de heerlijkheid Eppstein in 1667, de ambten Braubach en Lißberg en het kerspel Katzenelnbogen in 1669 aan Hessen-Homburg. Later kostte het veel om de panden in te lossen. De situatie verergde door de vele oorlogen die Duitsland teisterden.
Hessen-Homburg wilde de landshoogheid van Hessen-Darmstadt niet erkennen, wat leidde tot militaire bezettingen in 1699, 1739 en 1747. Pas in 1768 kwam er na bemiddeling van de keizer een vergelijk tot stand, waarin Hessen-Darmstadt afstand deed van zijn rechten.
Door het verlangen van landgraaf Ernst Lodewijk het hof van Lodewijk XIV van Frankrijk naar de kroon te steken raakte het land nog dieper in de schulden.
Ten gevolge van het huwelijk van landgraaf Lodewijk VIII met Charlotte van Hanau viel het graafschap Hanau-Lichtenberg in 1736 aan Hessen-Darmstadt. Dit graafschap was al in 1727 overgedragen aan de latere Lodewijk IX, die toen nog minderjarig was.
Aan de aanspraken van Hessen-Kassel werd door een vergelijk voldaan: Hanau-Münzenberg kwam aan Kassel. De staat leed door zijn [Oostenrijkse gezindheid aanzienlijk onder de Oostenrijkse Successieoorlog en de Zevenjarige Oorlog. In 1797 gingen de bezittingen op de linker Rijnover verloren aan Frankrijk. Op 3 maart 1798 werd een neutraliteitsconventie met Frankrijk gesloten.

### Hessen-Darmstadt en de Reichsdeputationshauptschluss van 1803
In paragraaf 7 van de Reichsdeputationshauptschluss van 25 februari 1803 kreeg de landgraaf een schadeloosstelling voor het verlies van het graafschap Lichtenberg, de opheffing van het beschermingsrecht over de rijksstad Wetzlar, het verlies van het geleiderecht in Frankfurt, de afstand van de Hessische ambten Lichtenau-Wildstätt, Katzenelnbogen, Braubach, Ems, Kleeberg en Eppstein en het dorp Weiperfelden.
De schadeloosstelling bestond uit
- het hertogdom Westfalen met onderhorigheden met name Volkmarsen en alle zich in dit hertogdom bevindende kapittels, abdijen en kloosters.
- verder van het voormalige keurvorstendom Mainz de ambten Gernsheim, Bensheim, Heppenheim, Lorsch, Fürth, Steinheim, Alzenau, Vilbel, Rockenburg, Haßloch, Astheim, Hirschhorn.
- van het voormalige keurvorstendom Palts de ambten Lindenfels, Umstadt en Otzberg en de resten van de ambten Alzey en Oppenheim
- de rest van het bisdom Worms
- de abdijen Seligenstadt en Marienschloß bij Rockenburg
- de proosdij Wimpfen
- de rijksstad Friedberg.

In paragraaf 32 werden twee nieuwe zetels in de raad van rijksvorsten van de Rijksdag toegekend, zodat de landgraaf nu drie zetels innam: nummer 60 voor Hessen-Darmstadt, nummer 63 voor Westfalen en nummer 92 voor Starkenburg.
In juli 1803 werd een ruilverdrag met het keurvorstendom Baden gesloten.
- Hessen-Darmstadt staat af:
  - de dorpen op de linker oever van de Neckar, die vroeger behoorden tot keurvorstendom Mainz en het prinsbisdom Worms
  - het dorp Eselsbach
  - de dorpen baren en Arglasterhausen, die vroeger bij het keurvorstendom van de Palts hoorden
  - de Straßenheimer Hof bij Furchheim
- Baden staat af:
  - de helft van de voormalige rijksstad Wimpfen
  - de dorpen Hochstätten en Darsberg
  - het deel van Neckarhausen, dat vroeger deel uitmaakte van het prinsbisdom Spiers

Op 12 oktober 1803 werd een organisatie-edict uitgegeven, waardoor Westfalen een afzonderlijke provincie werd met de bestuurszetel Arnsberg. Op 20 oktober 1804 werd het burggraafschap Friedberg bezet.

### Hessen-Darmstadt en de Rijnbondakte van 1806

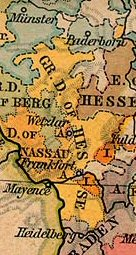
Hessen in 1806: met Westfalen en nog zonder Rijnhessen

Op 12 juli 1806 was Hessen-Darmstadt een van de ondertekenaars van de Rijnbondakte.
- artikel 5 kende aan de landgraaf de titel groothertog toe.
- artikel 21 verenigde het burggraafschap Friedberg met het groothertogdom Hessen. In eerste instantie alleen de soevereiniteit, maar na het overlijden van de laatste burggraaf het volle eigendom.
- artikel 24 stelde onder de soevereiniteit van Darmstadt: de heerlijkheden Breuberg en Heubach, de heerlijkheid of het ambt Habizheim, het graafschap Erbach, de heerlijkheid Ilbenstadt, het deel van het graafschap Königstein dat in bezit is van de vorst van Stolberg-Gedern de bezittingen van de vrijheer van Riedesel, zover ze enclaves zijn binnen het groothertogdom, met name de gerechten Lauterbach, Stockhausen, Moos en Freienstein, de bezittingen van de vorsten en de graven van Solms in de Wetterau (met uitzondering van de ambten Hohensolms, Braunfels en Greifenstein) en ten slotte de graafschappen Wittgenstein en Berleburg en het ambt Homburg in bezit van de linie Hessen-Homburg. Dit was de mediatisering.

Vervolgens vonden er nog enige grenscorrecties plaats: Heubach werd aan Baden afgestaan en Volkmarsen aan vorstendom Nassau-Oranje.
Op 13 augustus 1806 werden alle bezittingen verenigd in het groothertogdom Hessen.

## Landgraven
- 1567-1596: George I
- 1596-1626: Lodewijk V
- 1626-1661: George II
- 1661-1678: Lodewijk VI
- 1678: Lodewijk VII
- 1678-1739: Ernst Lodewijk
- 1739-1768: Lodewijk VIII
- 1768-1790: Lodewijk IX
- 1790-1806: Lodewijk X (= groothertog Lodewijk I)